# Azoture de méthyle
L'azoture de méthane est un composé chimique de formule CH3–N=N+=N−, en résonance avec la structure CH3–N−–N+≡N. Il s'agit d'un explosif, qui se décompose selon la réaction :
CH3N3 → CH2NH + N2.
Il pourrait être impliqué dans la chimie prébiotique sur des grains de poussière interstellaire sous l'effet de rayons cosmiques et de photons énergétiques.